# Oktyabr'skiy Rayon (region i Kazakstan, Östkazakstan)
Oktyabr'skiy Rayon är en region i Kazakstan.   Den ligger i oblystet Östkazakstan, i den östra delen av landet, 800 km öster om huvudstaden Astana.